# Yvonne Steinbrecher
Yvonne Steinbrecher (* 20. Oktober 1971) ist eine deutsche Tischtennis- und spätere Tennisspielerin mit aktiver Tischtenniszeit seit den 1980er Jahren. Bei den Deutschen Meisterschaften 1999 gewann sie Bronze im Doppel.

## Werdegang
Yvonne Steinbrecher begann ihre Tischtennis-Laufbahn beim Verein TV 1894 Okarben. Früh stellten sich Erfolge ein. 1986 gewann sie die Südwestdeutsche Schüler-Meisterschaft im Einzel und im Mixed mit Jochen Kaiser, bei der deutschen Meisterschaft wurde sie Dritte. Weitere Erfolge im Mixed mit Jochen Kaiser stellten sich ein, etwa Erste bei der Südwestdeutschen Meisterschaft der Mädchen und Jungen 1987 sowie Platz zwei bei der Deutschen Juniorenmeisterschaft 1991.
Yvonne Steinbrecher durchlief zahlreiche Vereine. Bei den Erwachsenen war sie insbesondere in der 2. Bundesliga aktiv. So wurde sie mit dem SV Kleinwalsertal im Jahr 2003 Meister der 2. BL Süd. Bei den Südwestdeutschen Meisterschaften siegte sie im Mixed 1991 mit Jochen Kaiser und 1995 mit Tobias Beck sowie 1994 mit Tanja Fleischhauer. Ihr größter Erfolg war der Gewinn von Bronze bei den Deutschen Meisterschaften 1999 im Doppel mit Sandra Peter.
Nach ihrer Heirat trat sie unter dem Namen Kaiser-Steinbrecher auf. In den letzten Jahren – nach 2010 – spielte sie schwerpunktmäßig Tennis. Von 2017 bis 2021 war sie bei TuS Fürstenfeldbruck aktiv, danach beim TC Eichenau.

## Privat
Yvonne Steinbrecher ist von Beruf Versicherungskauffrau. Sie hat zwei Töchter.